# Digonis aspersa
Digonis aspersa là một loài bướm đêm trong họ Geometridae.